# Fejdíszes cerkóf
A fejdíszes cerkóf (Cercopithecus mitis) az emlősök (Mammalia) osztályának főemlősök (Primates) rendjébe, ezen belül a cerkóffélék (Cercopithecidae) családjába és a cerkófmajomformák (Cercopithecinae) alcsaládjába tartozó faj.

## Előfordulása
Dél-Afrika keleti vidékétől Zimbabwéig, Kenyáig és Kongói Demokratikus Köztársaságig honos. Egyes populációk Dél- és Kelet-Afrika erdeiben élnek. A fajt élőhelye pusztulása veszélyezteti.

## Alfajai
- Cercopithecus mitis boutourlinii
- Cercopithecus mitis elgonis
- Cercopithecus mitis heymansi
- Cercopithecus mitis mitis
- Cercopithecus mitis opisthostictus
- Cercopithecus mitis stuhlmanni

## Megjelenése
A majom fej-törzs-hossza 40-70 centiméter, farokhossza 70-100 centiméter. A hím testtömege 8-10 kilogramm, a nőstényé 4-5 kilogramm. Bundája puha és vastag, lábánál és vállánál a sötétbarnától a kékesfeketéig változhat a színe. Háta és oldalai szürkésbarna árnyalatúak. Kerek fején rövid orr ül. Szeme felett szemöldöksáv húzódik. Fülpamacsai fehérek. Farka hosszú, egyensúlyozásra szolgál, a majom általában ívben behajlítva tartja. Hátsó lába a mellsőnél hosszabb. A fejdíszes cerkóf ügyesen mozog az ágakon.

## Életmódja
A nőstények egy vezérhímmel alkotnak háremet; más hímek magányosan élnek. Egy háremben 10-30 nőstény is lehet. A hímek uralma egy hárem fölött nagyon változó idejű lehet: néhány héttől több évig. Tápláléka elsősorban gyümölcsök, valamint bogarak, madarak, tojások és kisemlősök, de fakéreg is, emiatt az erdészek kártékonynak minősítik. Fogságban 20-30 évig él.

## Szaporodása
Az ivarérettséget valószínűleg 5-6 éves korban éri el. A párzási időszak területenként eltérő. A vemhesség 5-6 hónapig tart, ennek végén egy utód jön a világra. A kölyök először az anyja hasi szőrzetébe kapaszkodik, azután rövid időre rá, már az anyja hátán is ül. A hímek ivarérettségük elérésekor elhagyják a csapatot, a nőstények pedig egész életükben a háremben maradnak.